# Bitwa Mieszka I z Wichmanem i Wolinianami
Bitwa Mieszka I z Wichmanem i Wolinianami została stoczona 22 września 967 roku na obszarze Pomorza Zachodniego. Dokładne miejsce jej stoczenia nie jest znane (niektórzy podejrzewają okolice grodu Santok). Bitwa ta była ostatnim epizodem walk polskiego księcia z saskim hrabią-awanturnikiem i generalnym starciem między Polanami a plemionami pomorskimi, którego stawką było panowanie nad obszarem na wschód od Odry.

## Geneza
Napastnikami byli Wolinianie, których sojusznik i głównodowodzący w tej wyprawie – Wichman – dwukrotnie w 964 i 965 roku (według starszej literatury w 963 roku) pobił Mieszka I w polu dowodząc siłami Wieletów.

## Siły Mieszka
Tym razem jednak przewagę zbrojną miał książę gnieźnieński, który zapewnił sobie wcześniej posiłki czeskie w sile dwóch hufców jazdy, czyli około 100 konnych.

## Bitwa
Miejsce bitwy pozostaje nieznane, gdyż kronikarz saski Widukind z Nowej Korbei nie zanotował jego nazwy. Niektórzy współcześni historycy domyślają się, że stoczono ją w okolicach Santoka. Z pomocą podbitych Pyrzyczan i swojego zwiadu, Mieszko wyprawił się w okolice Szczecina i Wolina. Książę do operacji nie zaciągnął całej armii, lecz rozproszone oddziały rozpoznawcze, które prowokując wroga przyciągnęły na miejsce bitwy wojska związku wieleckiego. Wśród nich był niemiecki graf i banita Wichman, który dowodził oddziałem konnym. 20 września rozłożono się obozem. Rankiem 21 września Wieleci zauważyli wojska Mieszka formujące szyk obronny. Oddziały polskie wynosiły ok. 4 tys. ludzi i dwa hufce ciężkozbrojnej kawalerii czeskiej (ok. 100-300 ludzi) pod dowództwem księcia gnieźnieńskiego. Przeciwnik zaś miał 5-6 tys. ludzi pod bronią. Wojska wolińsko-wieleckie, nie wiedząc o polańskch pancernych i czeskich ciężkozbrojnych kawalerzystach, które ukryły się po obu stronach polany dały się wciągnąć w pułapkę. Wolinianie wyszli z obozu i rozstawili szyki bojowe, złożone z kilku szeregów stojących gęsto jeden za drugim i rzucili je do czołowego ataku. Wiadomo, że w pierwszej fazie bitwy polskie centrum wojsk cofnęło się pod naporem nieprzyjaciela, co mogło być zaplanowane przez Mieszka, gdyż pomogło to w okrążeniu przeciwników. Także ta pierwsza faza była najbardziej zacięta, gdyż polańskie wojska nie dawały za wygraną. Ważny też tutaj był akcent religijny – słowiańscy pogańscy koalicjanci chcieli po zwycięstwie podarować ciała chrześcijańskich wrogów swoim bogom, Polanie zaś – pokazać słuszność religii chrześcijańskiej i jej wyższość nad pogaństwem. Walcząc o każdy centymetr, polańskie wojska stopniowo ustępowały przeciwnikowi. Było to jednak zrobione celowo, w pewnym momencie na niczego nie spodziewających się Wolinian i Wieletów spadła szarża polsko-czeskiej kawalerii, odcinając przeciwników od obozu i okrążając ich. Wojska sprzymierzeńców, rozpaczliwie się broniąc – zaczęły przegrywać. Urządzono im krwawą rzeź. Sprzymierzeńcy zostali rozniesieni, a Wichman uciekł. Następnego dnia poddał się, gdy został znaleziony przez Polan. Według jednej wersji wojowie, którzy przyjęli jego kapitulację, udali się do Mieszka, lecz wojownicy rzucili się na niego i go zabili, mimo ustaleń w pertraktacjach z polskimi wojami. W drugiej zaś zmarł sam od ran poniesionych w walce. Mieszko, zachowując się szlachetnie, oddał jego zbroję i miecz cesarzowi, co jest znane dzięki Widukindowi z Korbei, który swoją wiedzę czerpał od bezpośrednich świadków wydarzeń.

## Zwycięstwo
Efektem zwycięstwa gnieźnieńskiego księcia nad Wichmanem było osiągnięcie przez Piastów hegemonii na Pomorzu Zachodnim.